# ژان فرهین

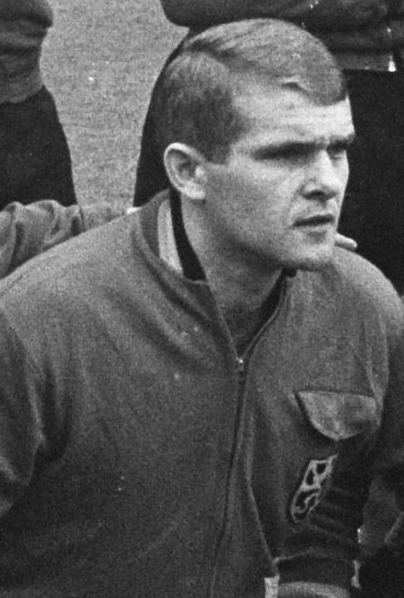
ژان فرهین

ژان فرهین (به انگلیسی: Jan Verheyen) بازیکن فوتبال اهل بلژیک و عضو تیم ملی فوتبال بلژیک است که در تاریخ ۲۴ مارس ۱۹۶۵ میلادی اولین بازی ملی‌اش را مقابل تیم ملی فوتبال ایرلند انجام داد. او در ۳۳ بازی ملی حضور داشت و جمعاً ۲۴۹۸ دقیقه برای تیم ملی فوتبال بلژیک به میدان رفت. ژان فرهین آخرین بازی ملی خود را در تاریخ ۲۵ آوریل ۱۹۷۶ میلادی در برابر تیم ملی فوتبال هلند انجام داد. وی در بازی‌های ملی‌اش گلی به ثمر نرساند.